# Angel’s Egg (альбом)
Angel’s Egg — альбом группы прогрессивного рока Gong, записанный и изданный в 1973 году. В первом издании альбома в названии отсутствует апостроф.

## Характеристика
Это второй альбом трилогии Gong Radio Gnome Invisible, он вышел вслед за Flying Teapot и предшествовал You. Трилогия составляет центральную часть мифологии Gong. Оригинальная версия альбома содержала буклет с подробным объяснением мифологии, включая тексты, терминологический справочник, биографии персонажей истории и членов группы.
«Весьма причудливый, состоящий из множества кратких композиций, альбом чуть-чуть менее космический, чем Flying Teapot, с незначительным объемом психоделических текстов и высоким уровнем технического мастерства».

## Признание
Альбом занимает 12 место в рейтинге лучших альбомов Кентерберийской сцены сайта Progarchives (по состоянию на апрель 2013 года).

## Список композиций
Написание как на обложке первого издания.
Сторона один (Yin / Сторона Богини)
1. «Other Side of the Sky» (Тим Блейк, Дэвид Аллен) — 7:38
2. «Sold to the Highest Buddha» (Майк Хоулетт, Дэвид Аллен) — 3:10
3. «Castle in the Clouds» (Стив Хиллидж) — 1:13
4. «Prostitute Poem» (Джилли Смит, Стив Хиллидж) — 6:05
5. «Givin My Luv to You» (Дэвид Аллен) — 0:42
6. «Selene» (Дэвид Аллен) — 3:42

Сторона два (Yang / Сторона Богов радости / Сторона Маскуланг)
1. «Flute Salad» (Дидье Малерб) — 2:46
2. «Oily Way» (Дэвид Аллен, Дидье Малерб) — 3:01
3. «Outer Temple» (Тим Блейк, Стив Хиллидж) — 1:09
4. «Inner Temple» (Дэвид Аллен, Дидье Малерб) — 3:21
5. «Percolations» (Пьер Мерлен) — 0:40
6. «Love is How Y Make It» (Пьер Мерлен, Дэвид Аллен) — 3:25
7. «I Niver Glid Before» (Стив Хиллидж) — 5:37
8. «Eat That Phone Book Coda» (Дидье Малерб) — 3:10

Бонус-трек на CD
1. «Ooby-Scooby Doomsday or The D-day DJ’s Got the D.D.T. Blues» (Дэвид Аллен) — 5:09

## Музыканты
Примечание: На обложке альбома указаны псевдонимы и абсурдные названия инструментов, придуманные Дэвидом Алленом. Реальные имена музыкантов указаны в скобках.
- Bloomdido Bad De Grass (Дилье Малерб) — тено/соп сакс, floot, bi-focal вокал
- Shakti Yoni (Джилли Смит) — космический шепот, loin cackle
- T. Being esq. (Майк Хоулетт) — basso profundo
- Sub. Capt. Hillage (Стив Хиллидж) — lewd гитара
- Hi T. Moonweed (the favorite) (Тим Блейк) — Cynthia «size a», lady voce
- Pierre de Strasbourg (Пьер Мерлен) — bread & batteur барабаны, vibes, маримба
- Mireille de Strasbourg (Мирей Бауер) — колокольчики
- Dingo Virgin (Дэвид Аллен) — local вокал, aluminium croon, глиссандо-гитара